# Miguel Ángel Virasoro
Miguel Ángel Virasoro (Buenos Aires, 9 de mayo de 1940-Ciudad de Buenos Aires, 23 de julio de 2021) fue un destacado físico teórico argentino, hijo del filósofo homónimo, conocido por sus trabajos seminales en teorías de cuerdas y vidrios de espín. Fue profesor honorario en el Instituto de Ciencias de la Universidad Nacional de General Sarmiento de Argentina.
En los tiempos de gestación de la teoría de cuerdas (1967-1969) descubrió el álgebra de dimensión infinita conocida como Álgebra de Virasoro, necesaria para la consistencia de tales teorías y fundamental en matemáticas por tener representaciones unitarias. Junto con Giorgio Parisi, Marc Mézard, Nicolas Sourlas y G. Toulouse descubrió la organización ultramétrica de los estados de equilibrio de vidrios de espín a baja temperatura en dimensión infinita.

## Biografía

### Inicios
Sus primeros pasos en la formación como físico fueron en la Facultad de Ciencias Exactas y Naturales de la Universidad de Buenos Aires entre 1958 y 1966. Como consecuencia de la Noche de los Bastones Largos renunció a su cargo y abandonó el país después de presentar la tesis de doctorado. Sus estudios científicos durante este período fueron en física de partículas bajo la supervisión de Juan José Giambiagi y Bollini.

### Trabajos seminales
En enero de 1967 se unió a un grupo de investigadores en Israel entre los que se encontraban Héctor Rubinstein, Gabriele Veneziano. Marco Ademollo y Adam Schwimmer. Allí trabajó en la llamada "teoría de tira de la bota" (en inglés: bootstrap). Durante un año y medio aplicaron sus técnicas y obtuvieron resultados cada vez más sorprendentes, En junio de 1968, mientras Virasoro se encontraba en Argentina, Veneziano halló la fórmula que resume todos esos resultados y fundó el Modelo de Resonancias Duales que se revelará el ladrillo inicial de la Teoría de Cuerdas. Un mes después Virasoro se incorporó al grupo de B. Sakita en Madison, Wisconsin, donde encontró una variante a la formula de Veneziano que J. Shapiro demostró ser la fórmula para cuerdas cerradas mientras la de Veneziano describe cuerdas abiertas. Con Sakita y K. Kikkawa se convencieron de que las fórmulas obtenidas solo pueden ser la primera aproximación a una teoría de campos y propusieron un procedimiento para calcular las correcciones sucesivas via Feynman-like Diagrams. En el intento de eliminar estados fantasma del cálculo que harían inconsistente la teoría, encontró en 1969 el Álgebra de Virasoro. En 1970 se transfirió a Berkeley donde trabajó con M. Yoshimura y M. Kaku y completó la conexión entre el mecanismo de cancelación de estados fantasmas a través del álgebra con la invariancia conforme de una teoría de campos bidimensional. En 1971 vuelve a la Universidad de Buenos Aires con A. Pignotti y N. Bali, dejó la física de partículas para dedicarse a la oceanografía. En mayo de 1973 con la vuelta de la democracia y la elección de Héctor Cámpora, fue nombrado decano Interventor de la Facultad de Ciencias Exactas y Naturales, donde permaneció hasta diciembre del mismo año. En septiembre de 1974 fue dejado cesante de su puesto de profesor pero conservó el puesto de investigador en el Conicet. Un año después ante el recrudecimiento de la represión y los rumores del inminente golpe de Estado, decidió aceptar la invitación del Institute for Advanced Study de la Universidad de Princeton. En abril de 1976 el gobierno militar lo echó del Conicet y decidió radicarse en Europa: entre 1976 y 1977 en la Escuela Normal Superior (París) y a partir de 1977 en Italia.

### Italia
Desde 1977 a 1980 trabajó en la Universidad de Turín con Nando Gliozzi, Stefano Sciuto y Tullio Regge. En 1981 se trasladó a la Universidad de Roma La Sapienza donde después de un corto interés en monopolos magnéticos y durante una visita a París se interesó por la solución de Giorgio Parisi de vidrios de espín en dimensión infinita y con colaboradores franceses y el mismo Parisi elucidan la naturaleza de tal solución. Comienza allí su larga colaboración con Marc Mézard y Giorgio Parisi que culminó en varios trabajos publicados, el Método de la cavidad como método alternativo a la Rotura de la simetría de las replicas original de Parisi. Se interesó luego en modelos de cerebro (en particular de la memoria asociativa) usando las mismas herramientas desarrolladas en la dicha colaboración.
Desde 1995 hasta 2002 fue director del ICTP (Centro Internacional de Física Teórica) de Trieste por siete años, luego de la muerte de Abdus Salam, fundador del mismo.
Desde 2011. Virasoro fue profesor honorario del Instituto de Ciencias de la Universidad Nacional de General Sarmiento, provincia de Buenos Aires, Argentina, donde continuó sus estudios sobre sistemas complejos en contextos diversos, modelos basados en agentes y aplicaciones. Su regreso a Argentina se produjo en el marco de un programa de repatriación de científicos de la Agencia Nacional de Promoción Científica y Tecnológica del Ministerio de Ciencia y Tecnología.
En agosto de 2020 recibió la Medalla Dirac que otorga el Centro Internacional para la Física Teórica Abdus Salam (ICTP, según sus siglas en inglés) a científicos y científicas que han realizado contribuciones significativas a la física teórica.